# Stefan Tafrow
Stefan Lubomirow Tafrow, bułg. Стефан Любомиров Тафров (ur. 11 lutego 1958 w Sofii) – bułgarski dyplomata, dziennikarz i polityk, w latach 1991–1992 i 1997–1998 wiceminister spraw zagranicznych, ambasador na różnych placówkach.

## Życiorys
Absolwent dziennikarstwa na Uniwersytecie Sofijskim im. św. Klemensa z Ochrydy. Pracował w czasopismach „Sywremennik” i „Demokracija”, w którym kierował działem zagranicznym. W okresie przemian politycznych z końca lat 80. działał w organizacji „Kłub za podkrepa na głasnostta i preustrojstwoto”. Dołączył też do Związku Sił Demokratycznych, był doradcą pierwszego niekomunistycznego prezydenta Żelu Żelewa. Od listopada 1991 do maja 1992 oraz od lutego 1997 do stycznia 1998 pełnił funkcję wiceministra spraw zagranicznych.
Wielokrotnie obejmował kierownictwo bułgarskich placówek dyplomatycznych. Był ambasadorem we Włoszech (1992–1995, z akredytacją na Malcie), w Wielkiej Brytanii (1995–1997) oraz we Francji (1998–2001). Dwukrotnie zajmował stanowisko stałego przedstawiciela Bułgarii przy Organizacji Narodów Zjednoczonych – od 2001 do 2006 oraz od 2012 do 2016. Związał się później z ugrupowaniem Tak, Bułgaria!, które założył Christo Iwanow.
W wyborach z lipca 2021 z ramienia koalicji Demokratyczna Bułgaria uzyskał mandat posła do Zgromadzenia Narodowego 46. kadencji.
Komandor Legii Honorowej (2001).